# 岡成志
岡 成志（おか しげゆき、1889年 - 1945年5月22日）は、作家、新聞記者。号は咄眼。

## 生涯
岡山県真庭郡月田村（現真庭市）生まれ。早稲田大学政経学部卒業後、大阪朝日新聞記者に。
1926年1月、郷里の岡山県真庭郡から衆議院議員補欠選挙に立候補するが落選。
神戸又新日報、関西中央新聞などを経て、1930年2月、第17回衆議院議員総選挙で大阪府第1区から立候補するも落選。
1934年2月、北國新聞主筆。1935年8月退社、ユーモア小説などを書いた。
谷崎潤一郎など作家との交友が多く、谷崎はその『三つの場合』（1961年）で、岡の死について書いている。

## 著書
- 『神戸労働争議実見記』警醒社書店、1921年
- 『海外電報の読み方 国際知識』白揚社、1924年
- 『国際関係の知識』白揚社、1925年
- 『世界現勢解説 第1冊』私家版、1926年
- 『女心風景』改善社、1929年
- 『依岡省三伝』日沙商会、1936年
- 『誰にも秘密がある・階段のある恋愛 他九篇』〈ユーモア小説全集 第10巻〉アトリヱ社、1936年
- 『父と子の争』東光書房、1937年
- 『イヴと蛇の恋』〈新作ユーモア全集 第9巻〉春陽堂書店、1939年
- 『珍説忠臣蔵 他一五篇』〈新版ユーモア小説全集 第7巻〉アトリヱ社、1939年
- 『千万人の支那歴史』代々木書房、1940年
- 『男は悪党だ』〈現代大衆文学全集〉代々木書房、1940年
- 『支那千日史話』佃書房、1942年
- 『日本女性美史』読切講談社、1942年
- 『依岡省輔伝』日沙商会、1942年
- 『織田信長』新正堂、1943年
- 『少国民世界史談』六興出版部、1944年

### 共著
- 下中芳岳共著『今日の常識』平凡社、1924年

### 翻訳
- 中沢権蔵共訳『列強の不安と野心』安田書店、1915年
- ペルハム・ウッドハウス『愛犬学校』東成社、1939年
- ウッドハウス『恋人海を渡る』東成社、1940年
- F・C・バートレット『戦争と宣伝 情報心理学』高田書院、1942年

## 注
1. ↑  『第十七回衆議院議員総選挙一覧』衆議院事務局、1930年9月10日、23頁。NDLJP:1453117。
2. ↑  『文藝年鑑』1940年
3. ↑  谷崎 1982.